# Tom Urrejola Díaz
Tom Urrejola Díaz (Santiago, 14 de agosto de 1970-Talca, 9 de diciembre de 2024) fue un cantante y productor musical chileno que participó en doblaje. Fue conocido por interpretar distintos temas de abertura, tales como el de LazyTown, Jake Long: el dragón occidental, y sobre todo por el del anime Zoids.

## Biografía
Comenzó en la música a partir de los cinco años, como hijo de una cantante de música clásica, y de un cantante de música mexicana. Su primera banda fue las Panteras Negras, la primera banda de hip hop en Latinoamérica, seguido de otras como De Kiruza, Gondwana, y Dracma. Llegó al doblaje por un casting al que lo invitó su amigo productor Jorge Menz, el cual lo llamó para grabar en un programa llamado WKRC Cincinnati, y también para El Show de Bill Cosby. Además, se desempeñó como profesor de música. Fue publicista y realizó mucha publicidad en México para María Nela, Sonrics, Pepsi, Cerveza Pacífico, entre otros. Desde 1996 fue vocal entrenador y trabajó con muchos artistas chilenos. Últimamente se dedicaba más a producir que a cantar, y desde 2004 no realizó proyectos solistas. Tuvo una banda de entretenimiento, la cual se dedicaba a trabajar en fiestas de celebración; casinos, fiestas privadas, casamientos. Hasta poco antes de su deceso fue profesor titular de canto en la Academia de música Rock School Chile, en la ciudad de Talca.
Falleció el 9 de diciembre de 2024 a los 54 años en la ciudad de Talca. Urrejola fue velado durante dos días en la Parroquia San Agustín de Talca . Sus funerales se realizaron en la misma localidad, en la región del Maule, donde lo acompañaron sus familiares y amigos cercanos.

## Intérprete

### Anime
- Zoids - Opening.

### Series animadas
- Jake Long: el dragón occidental - Opening.
- Zona Tiza.

### Series de TV
- LazyTown - Opening.
- El show de los 70.
- Los Tweenies.

## Curiosidades
- Después de su primera grabación en doblaje, que fue muy exitosa, los dueños de DINT Doblajes Internacionales lo invitaron a cenar. Como son de ascendencia alemana, comen pavo con mucha comida agridulce, y como no sabía eso, confundió el dulce de membrillo con remolacha, al cual le agregó sal y mayonesa. Después de hacer eso, menciona que todas las personas del doblaje que también habían sido invitadas se empezaron a reír, incluyendo a Sandro Larenas.
- Lo que más le gusta de la música es la posibilidad de conocer gente, de conocer países.
- Ha estado en México en dos ocasiones.
- Dice que su pasión es manejar vehículos, y que actualmente conduce un taxi por las mañanas. Antes de conocer a su esposa actual, él se iba a ir a Argentina, comprar un camión, y dejar de trabajar en la música.
- Jorge Menz le mencionó que lo habían invitado en 2014 a que se presentara en México, pero no le llegó la invitación porque tuvo un infarto del corazón y estaba delicado de salud.